# Takht-i-Bahi (ciudad)
Takht-i-Bahi (o Takhat Bhai) es una localidad de Pakistán, en la provincia de Khyber Pakhtunkhwa.
En sus inmediaciones se encuentran las ruinas del complejo monástico budista homónimo que data del siglo I.

## Demografía
Según estimación 2010 contaba con 51387 habitantes.